# Appalachia (Virginia)
Appalachia is een plaats (town) in de Amerikaanse staat Virginia, en valt bestuurlijk gezien onder Wise County.

## Demografie
Bij de volkstelling in 2000 werd het aantal inwoners vastgesteld op 1839.
In 2006 is het aantal inwoners door het United States Census Bureau geschat op 1761, een daling van 78 (-4,2%).

## Geografie
Volgens het United States Census Bureau beslaat de plaats een oppervlakte van
6,0 km², geheel bestaande uit land. Appalachia ligt op ongeveer 559 m boven zeeniveau.

## Plaatsen in de nabije omgeving
De onderstaande figuur toont nabijgelegen plaatsen in een straal van 16 km rond Appalachia.